# Cochinești
Cochinești es una localidad rumana de la comuna de Stolnici, en el condado de Argeș.

## Historia
Hacia finales del siglo XIX la localidad, que ya por entonces pertenecía al condado de Argeș, formaba parte de la comuna homónima, de la que era la única aldea, y tenía contabilizada una población de 380 habitantes.
En la segunda mitad del siglo XX la localidad había pasado a forma parte de la comuna de Stolnici. En el censo de 2021 la localidad tenía una población de 411 habitantes.